# デヴィッド・カーソン
デヴィッド・カーソン（David Carson）は、イギリスの映画監督である。アメリカ合衆国に渡ってテレビシリーズ『新スタートレック』、『スタートレック:ディープ・スペース・ナイン』、映画『スタートレック ジェネレーションズ』などを監督した。

## キャリア
イギリスで舞台やテレビの監督としてキャリアを始める。初めて監督したテレビエピソードはイギリスのソープオペラ『コロネーション・ストリート』であった。カーソンは映画に携わるためにアメリカ合衆国に渡り、そこで『新スタートレック』に参加する話が持ちかけられた。しかしながらカーソンは『スタートレック』を知らなかったため、エージェントからビデオを借りて研究することとなった。その後、リック・バーマンとデヴィッド・リヴィングストンと話し合い、第3シーズン第7話「宿敵! ロミュラン帝国」の監督として雇われた。
『新スタートレック』では他に「亡霊戦艦エンタープライズ"C"」、「クリンゴン帝国の危機・後編」、「転送事故の謎」を監督した。さらに『スタートレック:ディープ・スペース・ナイン』ではシリーズ初回となる「聖なる神殿の謎」の他、「共生結合体 "トリル族"」、「死のゲーム」、「流動体生物の秘密」を監督した。カーソンの最後の『スタートレック』の仕事は自身初のフィーチャー映画でもある『スタートレック ジェネレーションズ』であった。
『スタートレック』以後は、『ラストキングダム 10番目の王国』、『ヤング・スーパーマン』、『One Tree Hill』に参加した。『ラストキングダム 10番目の王国』はハービー・ワイズと共同で監督し、撮影には6ヶ月と1週間と6日を要した。2000年には帰郷し、テレビ映画『ジョン・レノン/青春のビートルズ』を監督した 。2002年にはスティーヴン・キングの小説『キャリー』を原作とした同名のテレビ映画を監督した。同年には『スタートレック:エンタープライズ』の元ショーランナーであるマニー・コトが脚本を執筆した『オデッセイファイブ』の第1話の監督を務めた。

## フィルモグラフィ

### テレビシリーズ
| 年        | 作品名                                                               | 備考                                                    |
| --------- | -------------------------------------------------------------------- | ------------------------------------------------------- |
| 1981      | コロネーション・ストリート Coronation Street                         | 第2129話                                                |
| 1982      | Crown Court                                                          | 計2話監督                                               |
| 1983      | Studio                                                               |                                                         |
| 1984-1985 | シャーロック・ホームズの冒険 The Adventures of Sherlock Holmes       | 計2話監督                                               |
| 1985-1987 | Bulman                                                               | 計2話監督                                               |
| 1986      | The Return of Sherlock Holmes                                        | 計2話監督                                               |
| 1986      | Call Me Mister                                                       | 第10話「The Carve Up」                                  |
| 1988      | Bergerac                                                             | 第6シーズン第2話「Crossed Swords」                      |
| 1988      | Bust                                                                 | 計2話監督                                               |
| 1989-1992 | 新スタートレック Star Trek: The Next Generation                      | 計4話演出                                               |
| 1989-1990 | エイリアン・ネイション Alien Nation                                  | 計2話監督                                               |
| 1989-1991 | L.A.ロー 七人の弁護士 L.A. Law                                       | 計2話監督                                               |
| 1990      | 女弁護士ロージー・オニール The Trials of Rosie O'Neill               | 第1シーズン第3話「So Long Patrick」                     |
| 1990-1991 | たどりつけばアラスカ Northern Exposure                               | 計3話監督                                               |
| 1990-1993 | 天才少年ドギー・ハウザー Doogie Howser, M.D.                         | 計4話監督                                               |
| 1991      | WIOU                                                                 | 第9話「Ode to Sizzling Sal」                            |
| 1991      | Sons and Daughters                                                   |                                                         |
| 1991      | コーキーとともに Life Goes On                                        | 第3シーズン第9話「Loaded Question」                     |
| 1991-1992 | Homefront                                                            | 計4話監督                                               |
| 1992      | Sisters                                                              | 第2シーズン第20話「Heart and Soul」                     |
| 1992      | ビバリーヒルズ高校白書 Beverly Hills, 90210                          | 計2話監督                                               |
| 1993      | サウス・ビーチ Southbeach                                            |                                                         |
| 1993-1994 | スタートレック:ディープ・スペース・ナイン Star Trek: Deep Space Nine | 計4話監督                                               |
| 1995      | ストレンジ・ラック Strange Luck                                      | 第1シーズン第1話「Soul Survivor」                       |
| 1998      | フロム・ジ・アース/人類、月に立つ From the Earth to the Moon         | ミニシリーズ 第10話「ガリレオは正しかった・アポロ15号」 |
| 1998      | LA Doctors                                                           |                                                         |
| 1998      | 刑事ナッシュ・ブリッジス Nash Bridges                                | 第4シーズン第2話「疑惑の保証人」                        |
| 1998      | LA大捜査線/マーシャル・ロー Martial Law                              | 第1シーズン第6話「Extreme Measures」                    |
| 2000      | ラストキングダム 10番目の王国 The 10th Kingdom                       | ミニシリーズ 計5話監督                                  |
| 2002      | ウィッチブレイド 闇の女戦士 Witchblade                               | 第2シーズン第2話「Destiny」                             |
| 2002      | オデッセイファイブ Odyssey 5                                         | 第1話「地球崩壊」                                       |
| 2002-2004 | ヤング・スーパーマン Smallville                                      | 計3話監督                                               |
| 2003      | ゴッサム・シティ・エンジェル Birds of Prey                           | 第10話「Gladiatrix」                                    |
| 2003-2004 | One Tree Hill                                                        | 計3話監督                                               |
| 2004      | Karen Sisco                                                          | 第9話「No One's Girl」                                  |
| 2006      | Runaway                                                              | 第2話「Mr. Radar Goes to Washington」                   |
| 2007-2008 | ドレスデン・ファイル produced by ニコラス・ケイジ The Dresden Files  | 計2話監督                                               |

### 映画
| 年   | 作品名                                                             | 備考       |
| ---- | ------------------------------------------------------------------ | ---------- |
| 1985 | The Lightning Always Strikes Twice                                 | テレビ映画 |
| 1985 | Bright Smiler                                                      | テレビ映画 |
| 1993 | Shameful Secrets                                                   | テレビ映画 |
| 1994 | スタートレック ジェネレーションズ Star Trek: Generations           |            |
| 1998 | Man Made                                                           | テレビ映画 |
| 1998 | ボイスレター Letters from a Killer                                 |            |
| 2000 | ジョン・レノン/青春のビートルズ In His Life: The John Lennon Story | テレビ映画 |
| 2002 | キャリー Carrie                                                    | テレビ映画 |
| 2004 | アウト・オブ・タイム Unstoppable                                   |            |
| 2007 | Blue Smoke                                                         | テレビ映画 |